# Aggelos Karantasiadis
Aggelos Karantasiadis, född 10 december 1992 i Thessaloniki, Grekland , är en grekisk fotbollsspelare som sedan 2021 spelar som back för FC Hellas Makedonikos Hagen. Han började sin karriär som ungdomsspelare i PAOK FC.